# Arica, Chile
Arica este o oraș și comună din provincia Arica, regiunea Arica-Parinacota, Chile, cu o populație de 210.216 locuitori (2012) și o suprafață de 4799,4 km2.